# Nokia 6708
Nokia 6708 – model telefonu komórkowego (smartfon) firmy Nokia.

## Funkcje telefonu
- Bluetooth 1.1 EDR
- IRDA (podczerwień)
- aparat cyfrowy 1.3 Mpx
- filmy wideo
- odtwarzacz mp3, AAC
- slot kart pamięci miniSD
- radio FM
- Java
- gry
- przeglądarka www